# Find a light
Find a light is het zesde studioalbum van de Amerikaanse countryrockband Blackberry Smoke, afkomstig uit Atlanta, Georgië.

## Muziek
Blackberry Smoke speelt vooral stevige countryrock, afgewisseld met rustiger melodieuze nummers. In deze muziek zitten veel invloeden van bluesrock, hardrock  en rock-'n-roll. Dit album begint met de pittige rocknummers Flash and bone, Run away from it all en The crooked kind. De tracks I've got this song en Seems so far zijn country-ballads, Let me down easy is een duet van leadzanger Charlie Starr met de zangeres Amanda Shires. Best seat in the house is geïnspireerd door Tom Petty. Tijdens de opnames hoorden ze het nieuws dat Petty was overleden. I'll keep ramblin begint stevig en gaat na enkele minuten over in een verrassend opzwepend middenstuk. Charlie Starr heeft Till the wheels fall off geschreven voor de rockband Junkyard (in 2017) en het nummer nu zelf op dit album gezet. Het slotnummer Mother Mountain doet denken aan Crosby, Stills, Nash and Young, met akoestische gitaren en harmonieuze samenzang.
Charlie Starr heeft een aantal nummers geschreven met Keith Nelson, de voormalige gitarist van de Californische rockband Buckcherry, met country zanger/songwriter Travis Meadows en een nummer  met steelgitarist Robert Randolph, de leider van de Amerikaanse funk- en soulband Robert Randolph and the Family Band. De  overige nummers heeft Starr alleen geschreven.

### Tracklist
1. Flesh and bone –  (Charlie Starr) - 4:32
2. Run away from it all – (Charlie Starr/Keith Nelson) - 4:28
3. The crooked kind – (Charlie Starr) - 3:40
4. Medicate my mind – (Charlie Starr/Travis Meadows) - 4:41
5. I've got this song –  (Charlie Starr) 4:51
6. Best seat in the house – (Charlie Starr/Keith Nelson) - 4:25
7. I'll keep ramblin' -  (Charlie Starr/Robert Randolph) - 5:36
8. Seems so far – (Charlie Starr/Travis Meadows) - 4:00
9. Lord strike me dead – (Charlie Starr) - 3:43
10. Let me down easy – (Charlie Starr/Keith Nelson) - 2:56
11. Nobody gives a damn – (Charlie Starr/Keith Nelson) - 3:22
12. Till the wheels fall off – (Charlie Starr) - 3:46
13. Mother mountain – (Charlie Starr) - 3:38

### Tour Edition
In het kader van dit nieuwe album heeft Blackberry Smoke in oktober en november 2018 een Europese tournee gehouden, waarbij ze twee keer in Nederland hebben opgetreden (in De Bosuil in Weert en in de Melkweg in Amsterdam). Tijdens die tournee is een Tour Edition verschenen van het album Find a light, met zes bonustracks  in akoestische uitvoering.	
1. Run away from it all- 4:27
2. Medicate my mind - 4:39
3. Let me down easy - 3:01
4. Best seat in the house - 4:34
5. You've got Lucky - 5:15
6. Mother mountain - 3:36

## Muzikanten

### Blackberry Smoke
- Charlie Starr (zang, gitaar, steelgitaar, mandoline)
- Brandon Still (keyboards)
- Paul Jackson ( gitaar/zang)
- Richard Turner (basgitaar, zang)
- Brit Turner (drums, percussie)

### Gastmuzikanten
- Gaurov Mahorta (conga's)
- Robert Randolph (steelgitaar)
- Levi Lowrey (viool)
- Benji Shanka (12-snarige gitaar, dobro)
- Amanda Shires; Chris Wood; Oliver Wood; Sherie Murphy; Sherita Murphy (zang)

Chris en Oliver Wood vormen samen de Amerikaanse folkband The Wood Brothers.  Robert Randolph is de leider van de Amerikaanse funk- en soulband Robert Randolph and the Family Band. De zangeressen Sherie en Sherita Murphy staan ook bekend als the Black Betties.

## Album
Het album is geproduceerd door de band zelf en opgenomen in Madison Records Studio in New York, Omni Sound Studios in Nasville en Chris Ballews The Snack studio. De plaat is uitgebracht op 6 april 2018. Vanaf het vierde album Holding all the roses (2015) worden de albums van Blackberry Smoke in de Verenigde Staten uitgebracht op hun eigen label 3 Legged Records. In Europa verschijnen ze op Earache Records. Geluidstechnici voor dit album waren John Rosser, Wyatt Oats, Jared Anderson en Brook Sutton.
Er zijn vier singles van dit album verschenen: Flesh and bone, Best seat in the house, Let me down easy en I'll keep ramblin'.
De Amerikaanse site AllMusic heeft dit album gewaardeerd met vier sterren, op een maximum van vijf. Het album heeft in diverse gespecialiseerde hitlijsten in de Verenigde Staten een toppositie behaald, in overige landen werd de album top tien niet gehaald.
| lijst                    | piek |
| ------------------------ | ---- |
| VS Americana Folk albums | 2    |
| VS Independent albums    | 2    |
| VS Country albums        | 3    |
| VS Top Tastemaker albums | 6    |
| Groot-Brittannië         | 12   |
| Duitsland                | 21   |
| Oostenrijk               | 25   |
| Zwitserland              | 25   |
| Zweden                   | 26   |
| VS Billboard album 200   | 31   |
| België (Wallonië)        | 35   |
| Spanje                   | 58   |
| België (Vlaanderen)      | 90   |
| Nederland                | 115  |
| Frankrijk                | 127  |